# Octavio Pires Vaz
Octavio Pires Vaz (Rio de Janeiro, 28 de dezembro de 1944) é um médico brasileiro.
Foi eleito membro da Academia Nacional de Medicina em 2006, ocupando a cadeira 34, que tem Marcos Bezerra Cavalcanti como patrono.